# Terra plana
Terra plana ist eine schweizerische und liechtensteinerische Zeitschrift für Kultur, Geschichte, Tourismus und Wirtschaft. Sie wurde von 1970 bis 2000 von einem angegliederten, gleichnamigen Verlag herausgegeben und wird seit 2000 von der Sarganserländer Druck AG veröffentlicht. Die Zeitschrift ist im Sarganserland, im Werdenberg, im Obertoggenburg, in Liechtenstein, in der Bündner Herrschaft sowie im Gaster verbreitet. Thematisch bezieht sich Terra plana auf regionale Themen sowie die Geschichten der dort lebenden Bewohner.
In ihren ersten drei Jahren erschien die Terra plana bis 1973 zweimal im Jahr; seit 1974 erscheinen pro Jahr vier Ausgaben. Von 1974 bis 1982 gab es für Liechtenstein eine eigene Gebietsredaktion.
Terra plana wurde von Anton Stucky initiiert, der gemeinsam mit Walter Kranz und Hans Rhyner bis 1973 auch die erste Redaktion bildete. Danach kam es bis 1978 zu zahlreichen Wechseln in der Leitung, bis 1978 Josef Tschirky diese übernahm. Die Finanzierung der Terra plana erfolgt durch Abonnentenbeiträge sowie Inserate, wobei im Jahr 2008 die Auflage bei 2127 Exemplaren lag.